# ديريك سميثورست
ديريك سميثورست (من مواليد 24 أكتوبر 1947، في ديربان ) هو مهاجم كرة قدم متقاعد من جنوب إفريقيا لعب بشكل احترافي في جنوب إفريقيا وإنجلترا والولايات المتحدة.